# 労農

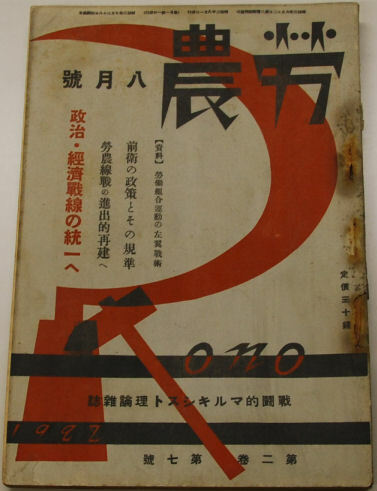
労農 8月号 - 第2巻 第7号。エル・ライブラリー（大阪産業労働資料館）所蔵品。

『労農』（ろうのう）は、1927年12月6日に創刊された政治雑誌。
1932年に『前進』と改題された。この雑誌を拠点とした向坂逸郎、山川均、荒畑寒村、大内兵衛、土屋喬雄などが一般に「労農派」と呼ばれる。それに対し、『日本資本主義発達史講座』に結集する社会科学者のグループは「講座派」と呼ばれ、戦前の日本資本主義の現状認識をめぐり、両者は資本主義論争などを繰り広げた。